# Арвазь
Арва́зь (Аравазь, рос. Арвазь) — річка в Кізнерському районі Удмуртії, Росія, права притока Ішек.
Довжина річки становить 11 км. Бере початок на північній околиці села Новотроїцьке, впадає до Ішека нижче в селі Аравазь-Пельга. Висота витоку 165 м, висота гирла 95 м, похил річки 6,4 м/км.
На річці розташовані села Новотроїцьке, Василево, Аравазь-Пельга. В двох останніх селах збудовано автомобільні мости.
За даними Федерального агентства водних ресурсів річка має такі дані:
- Код річки в державному водному реєстрі — 10010300612111100040578
- Код по гідрологічній вивченості — 111104057
- Код басейну — 10.01.03.006